# Ruota di Cyr

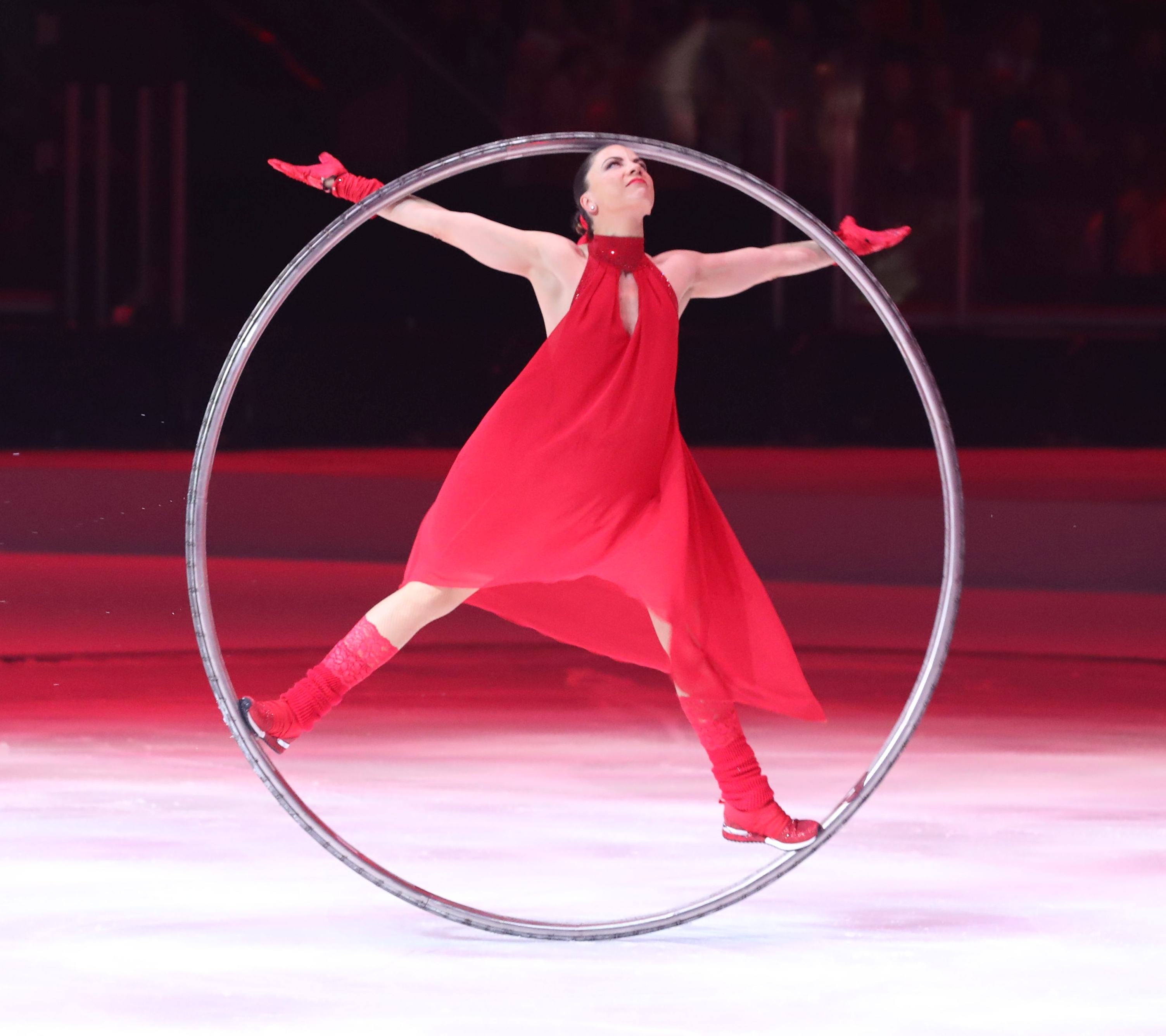
Un'artista si esibisce con la ruota di Cyr durante la cerimonia di apertura della terza edizione dei giochi olimpici giovanili invernali, disputati a Losanna nel gennaio 2020.

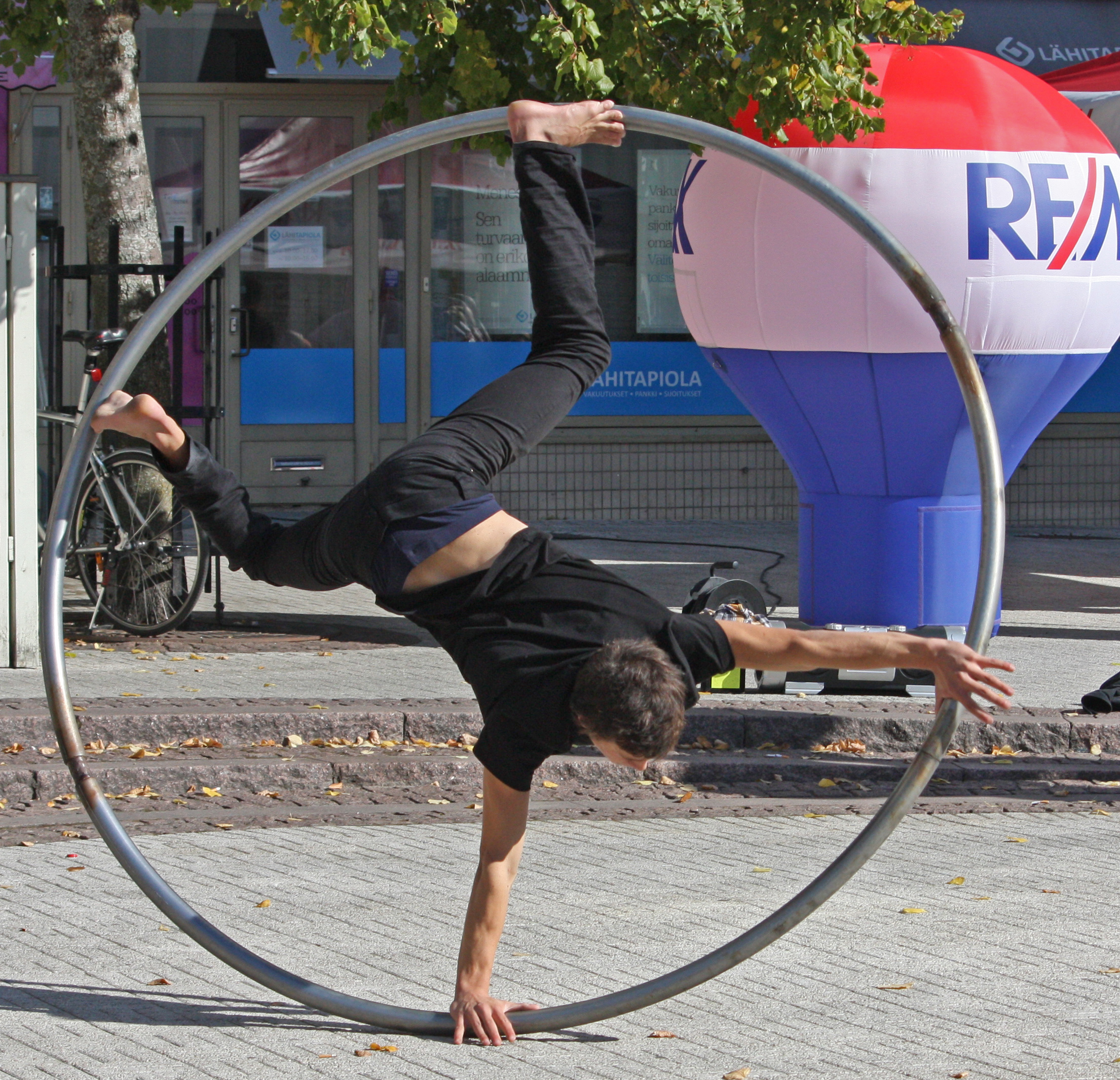
Un artista di strada durante il Sirkusmarkkinat di Kerava, nel 2013.

La ruota di Cyr, talvolta chiamata anche ruota Cyr o ruota semplice, è un dispositivo circense costituito da un unico grande anello di alluminio o acciaio con un diametro superiore di circa 10-15 cm all'altezza dell'utilizzatore. Quest'ultimo adopera la ruota di Cyr afferrandone il bordo e facendola ruotare e girare su sé stessa mentre esegue movimenti acrobatici all'interno di essa.

## Origine
Fonti dell'epoca riportano che un dispositivo simile alla moderna ruota di Cyr era utilizzato già nella prima metà del XX secolo da alcuni artisti tedeschi, i quali si riferivano ad esso con il nome di Einreifen, ossia "monoruota", e ne accreditavano l'invenzione ad Adalbert von Rekowski, il quale si era ispirato alla popolare ruota di Rhon, sviluppata dal noto ginnasta tedesco Otto Feick. In effetti la ruota di Cyr, oggi così chiamata in onore di Daniel Cyr, che ne fece rivivere la popolarità alla fine del XX secolo utilizzandola nelle proprie esibizioni, e l'insieme di acrobazie per cui essa viene usata hanno alcune somiglianze con la ruota di Rhon, la quale è tuttavia composta da due anelli collegati da barre orizzontali e corredati di maniglie, che sono invece del tutto assenti nella ruota di Cyr. 

## Struttura
Le moderne ruote di Cyr sono generalmente realizzate con 3 o 5 tubi di acciaio inossidabile o alluminio e con un diametro di circa 3,5-4 cm, uniti a formare un anello e, la maggior parte delle volte, ricoperti con un rivestimento plastico antiscivolo atto a proteggere il metallo e a garantire un maggior attrito con il suolo che, per utilizzare la ruota in sicurezza, deve essere solido e non scivoloso.
Il diametro delle ruote di Cyr deve essere superiore di circa 10-15 cm all'altezza dell'artista che la utilizza, che la sceglie anche in base alle acrobazie che intende effettuare. Ruote più piccole girano infatti più velocemente, si utilizzano meglio in spazi ristretti e rendono più facile effettuare acrobazie (trick, in gergo) senza mani; d'altro canto, le ruote più grandi sono spesso ritenute più eleganti e sceniche e offrono più spazio per le sospensioni effettuate al loro interno.

## Popolarità
Attorno al 1996, l'artista canadese Daniel Cyr, diplomatosi alla École nationale de cirque di Montreal e co-fondatore della compagnia di circo contemporaneo Cirque Éloize, prendendo spunto, come da lui affermato, da un grande hula hoop e da un vecchio appendiabiti circolare in ferro battuto, sviluppò la vecchia versione della ruota adattandola in un vero e proprio dispositivo circense, ossia passando dall'acciaio al più leggero alluminio, aggiungendo un rivestimento in PVC, rimuovendo ogni tipo di maniglia o appiglio per mani e piedi, e rendendo l'anello scomponibile e quindi più adatto al trasporto. Cyr presentò dunque la propria ruota nel corso dello spettacolo Excentricus, portato in giro dalla sua compagnia per il Nordamerica, l'Europa e l'Asia tra il 1997 e il 2002, con la sua consacrazione che avvenne infine nel 2003, quando un'esibizione di ruote di Cyr da lui ideata vinse la medaglia d'argento al Festival mondial du cirque de demain del 2003.
Data la sua popolarità sempre crescente e la sua ufficializzazione come disciplina circense, centinaia di artisti di tutto il mondo hanno iniziato a utilizzare la ruota di Cyr, così che essa è oggi diventata materia di insegnamento nella maggior parte delle scuole di circo, e, nel corso degli anni, sono state sviluppate regole condivise per poter tenere vere e proprie competizioni. La prima di queste si è dunque svolta a Chicago nell'ottobre del 2011, mentre i primi campionati mondiali di ruota di Cyr si sono tenuti all'interno della decima edizione dei Wheel Gymnastics World Championships, condotta dal 7 al 14 luglio del 2013 sempre a Chicago.

## Acrobazie
Di seguito alcune delle più famose acrobazie, o trick, effettuate con la ruota di Cyr.
- The Waltz - l'artista si trova all'interno della ruota di Cyr e ruota di 360 gradi in uno schema circolare continuo, simile a quanto avviene nel valzer.[5]
- Superman - con la ruota di Cyr che gira su se stessa, l'artista si tiene al suo bordo con le sole mani, sollevando le gambe all'indietro e mantenendole alzate per un certo numero di giri.[6]
- Cartwheel - l'artista si trova all'interno della ruota di Cyr che rotola sul proprio bordo, percorrendo un cerchio.[7]
- Coin - il coin è un cartwheel con la ruota di Cyr molto più inclinata, con l'artista, che può essere anche a testa in giù, che chiude le spalle e forza la ruota ad inclinarsi e perdere velocità, come accade quando una moneta (coin, in inglese) fatta girare sul proprio bordo, inizia a perdere velocità.[7]